# Клерисме, Жан-Ренальд
Жан-Ренальд Клерисме (фр. Jean Rénald Clérismé, 7 ноября 1937, Арнике, Гаити — 29 октября 2013, Порт-о-Пренс, Гаити) — гаитянский священник и дипломат, министр иностранных дел Гаити (2006—2008).

## Биография
Начал свою карьеру в качестве священника римско-католической церкви, которую завершил в 1967 году из-за напряженных отношений с военным руководством страны и высшими иерархами местной католической церкви. Был защитником интересов беднейших слоев населения, являлся приверженцем теологии освобождения. В 1979 году окончил факультет этнологии государственного университета Гаити, получив степень магистра социологии. В 1993 году получил степень магистра философии Йельского университета США, в 1996 году получил дам же степень доктора философии в качестве стипендиата программы Фулбрайта.
В 2001—2003 годах — посол Гаити во Всемирной торговой организации (ВТО), Международном торговом центре (МТЦ), Конференции Организации Объединенных Наций по торговле и развитию (ЮНКТАД) и Международном союзе электросвязи (МСЭ) в Женеве, Швейцария.
В 2006—2008 годах — министр иностранных дел Гаити.
Являлся автором других научных работ, посвященных гаитянского общества.